# Leihotikan
Leihotikan (en català "a la finestra") és una banda de punk i rock de Pamplona. El seu estil musical ha girat al voltant d'un estil californià, interpretant hardcore melòdic, amb lletres acurades.

## Membres
- Gorka (veu)
- Patxi (guitarra)
- Aitor (baix)
- Titi (bateria)

## Història
En un primer moment el grup estava format per: Patxi Mercero (guitarra i compositor), Gorka Armendariz (veu) i Alfonso Contin Titi (bateria). La seva primera cançó es titulava "Leihotikan", i també van decidir anomenar la banda així. Van gravar una maqueta com a trio i la van repartir entre els seus amics. El segon treball publicat, però ja seria amb cinc membres a la banda, sumant-hi Aitor Remon (baix) i Mikel Aranguren (guitarra). El primer concert fora de Navarra el varen celebrar el 1997 al Concurs de Pop-Rock de Ciutat de Bilbao. Però llavors el membre del grup Aranguren va deixar la banda.
El segon treball publicat va ser gràcies a la discogràfica Gor, i la cançó "Punk-rock" del qual tingué un gran impacte als bars de Pamplona, i els van proposar gravar un àlbum complet. Quasi sense temps per treballar en les noves cançons, va sortir publicat Hemen ez da ezer aldatzen com a primer disc de Leihotikan (Gor, 1998) que contenia tres temes ja apareguts a les maquetes. Entre altres influències, tingueren a Bad Religion, Pennywise, NOFX, 7 Seconds i Minor Threat, però, en particular, la banda de punk hardcore basca Ezin Izan seria la major influència. Anys després van gravar una versió de Ilunago, ederrago (Gor, 2006): "No oirás". La banda, però se sentia més a prop del hardcore melòdic que del punk rock. "Hardcore melòdic és una etiqueta. El punk-rock és més que música. És una actitud", declararen. A més de les ja esmentades, van ser influenciats per bandes de rock radical basc i hardcore dels anys 80, també de Catalunya (HHH, Monstruacion, GRB…).
Al disc de Lur (Gor, 2000), el seu segon àlbum, van intentar fer les cançons més crues i compromeses, amb lletres sobre la natura, el racisme i les preocupacions autoexistencials, però sense trencar la línia del hardcore i el punk-rock del treball anterior. Junt amb Itoiz gravaren la cançó "Clash & Pistols" en concert, i també la raresa Hemendik At!, de la qual va realitzar el condicionament del vers cantat Iñigo Ibarra. El grup de Pamplona té el costum d'incorporar un vers cantat a tots els seus enregistraments.
Tot i això, van creure que l'àlbum era "massa fosc" i, a continuació, al següent àlbum Munduaren leihoa-n (Gor, 2003), van intentar combinar la frescor del primer i la força del segon. Però a causa de problemes de salut de membres de la banda, passaren tres anys "desapareguts" dels escenaris. Aprofitaren la parada per crear més cançons. Anaren a Los Angeles (Califòrnia, EUA) on amb Youth Brigade treballaren en el nou àlbum "Zerbaitetan sinetsi", que seria produït per Iker Piedrafita (Dikers). Les lletres d'aquest àlbum intentarien ser més clares i properes 
Seguint la tradició de preparar els discos en silenci i sense pressió, van trigar tres anys més a publicar Ilunago, ederrago. El disc de la banda seria el "més elaborat" i en paraules seves el "més profund i íntim". Mantenien l'estil del punk rock i el hardcore, amb una gran diversitat a les cançons. Amb aquest àlbum es van presentar per primera vegada fora del País Basc. Fent gira per Espanya i Catalunya. Al gener del 2004, van viatjar a Madrid, juntament amb la banda Berri Txarrak, però a causa de la pressió i les amenaces d'alguns mitjans de comunicació espanyols i associacions d'ultradreta, els organitzadors van decidir cancel·lar el concert.
El 2018 van publicar un àlbum doble, Non zaude?, també publicat amb la discogràfica Gor. Non zaude? (Egoen lehian) eta Non zaude? (Bizientzat zein hilentzat) són els dos noms del disc.

## Discografia
- Zerumugak (Maketa) - 1996
- Hemen ez da ezer aldatzen (Gor Diskak) - 1998[3]
- Lur (Gor Diskak) - 2000
- Munduaren leihoa (Gor Diskak) - 2003
- Ilunago ederrago (Gor Diskak) - 2006
- Oroimenak erretzen 18 urte (Gor Diskak) - 2011
- Harold (Gor Diskak) - 2012
- Punk Rock talde soil bat (Gor Diskak) - 2014
- Non zaude? (Egoen lehian) (Gor Diskak) - 2018
- Non zaude? (Bizientzat zein hilentzat) (Gor Diskak) - 2018
- Etorkizuna ginenean - 2023[4]